# Сибирский 2-й казачий полк
2-й Сибирский казачий полк — воинская часть Российской империи, сформированный изначально как 2-й Сибирского линейного казачьего войска.

## История
- 1808 г. Августа 19 На основании положения о Линейном Сибирском казачьем войске учреждён 2-й отдел сего войска.
- 1812 год — Назван — Линейного Сибирского казачьего войска полк № 2-й.
- 1846 г. Декабря 5. Назван — Сибирского линейного казачьего войска конный полк № 2-го.
- 1851 г. Декабря 2. Назван — Сибирский линейный казачий конный № 2-го полк.
- 1861 г. Марта 5. Назван — Сибирский казачий конный № 2-го полк.
- 1871 г. Октября 25. Назван — 2-й конный полк Сибирского казачьего войска.
- 1880 г. Июля 30. Назван — Сибирский казачий № 2-й полк.
- 1894 г. Мая 24. Назван — 2-й Сибирский казачий полк.

## Полковая униформа

### Форма
При общей казачьей форме полк носил: мундир, чекмень, тулья — тёмно-зелёные, погон, лампас, колпак папахи, околыш, клапан — пальто, шинели, выпушка — алый. Металлический прибор — серебряный.

## Источник формирования
2-й Сибирский казачий полк формировался из казаков 2-го военного отдела Сибирского казачьего войска. В состав отдела входили следующие станицы:
- 1-я сотня
- 2-я сотня
- 3-я сотня
- 4-я сотня
- 5-я сотня
- 6-я сотня

## Знаки отличий
- Полковое знамя — простое «1582 — 1909», с Александровской юбилейной лентой, пожалованное 1909 г. Апреля 14.
- Одиночные белевые петлицы на воротнике и обшлагах мундиров нижних чинов, пожалованные 1908 г. Декабря 6.

## Командиры полка
- 15.01.1908 — 02.05.1910 — полковник Фролов, Алексей Александрович,
- 12.05.1910 — 18.07.1915 — полковник Буров, Семён Васильевич